# موتور بهرام خالق‌پور چاه حسن
موتور بهرام خالق‌پور چاه حسن یک منطقهٔ مسکونی در ایران است که در دهستان جازموریان از توابع شهرستان جازموریان واقع شده‌است. موتور بهرام خالق‌پور چاه حسن ۲۹۶ نفر جمعیت دارد.